# Emma Miller
Emma Miller, född 1839, död 1917, var en australiensisk kvinnorättsaktivist.
Hon var en av ledande figurerna i den lokala rösträttsrörelsen i Queensland. 